# التل (ريف دمشق)
التل مدينة من كبرى البلدات في ضواحي دمشق؛ وموقعها شمال دمشق. إداريًا التل ناحية إدارية ومركز منطقة التل في محافظة ريف دمشق. مدينة التل مدينة جبلية متدرجة الارتفاع حيث يتراوح ارتفاعها عن مستوى سطح البحر بين 900-1200م، وتقع المدينة في سلسلة جبال القلمون الممتدَّة من دمشق جنوبًا إلى حمص شمالًا، وتبعد عن مدينة دمشق نحو 14 كم شمالًا. 
يحدها شمالًا أراضي عسال الورد وأراضي الطفيل، وعين الجوزة، والنبي حام، ومعربون، من قضاء بعلبك لبنان، وأراضي سرغايا. وجنوبًا أراضي برزة، ودُمَّر، وحيُّ الصالحية في دمشق. وشرقًا أراضي القطيفة وحِلا والتواني وحفير التحتا ومعرونة، وغرباً أراضي بلودان وإفرة وبسيمة وأشرفية والهامة ودمر. نشأت التل على أنقاض ثلاث قرى تاريخية وهم القسيمية والبطيحة والقواصر وقد غدوا اليوم مناطق ضمن المدينة، وقد أخذت التل اسمها من موقعها، بعد أن بنى أهلُها مساكنهم فوق تل مرتفع في بداية سلسلة القلمون الجبلية، وجعلوا وديانها للزراعة.

## أصل التسمية
لغويًا التل: هو ما ارتفع من الأرض عمَّا حوله، وهو دون الجبل.
وقد أخذت هذه المدينة تسميتها من موقعها، حيث انتشرت مساكنها القديمة فوق تل مرتفع في بداية السلاسل الجبلية.
ومن ثم امتدّ العمران في اتجاهات مختلفة.

## جغرافية التل
تحظى التل بموقع جميل عند القواعد الجنوبية الغربية لسلاسل جبال القلمون يرتفع 1100م عن سطح البحر شمالي دمشق ب 14 كم في منتصف وادي منين الأخضر ذي المناخ الجيد ويعد من المناطق الاصطيافية والسياحية المهمة في هذه المنطقة من سوريا لطيب هوائه وعذوبة مائه وكثافة أشجاره الوافرة الظلال وجمال الطبيعة.
تنتشر مساكنها على ضفتي الوادي في موقع جبلي ذي صخور طباشيرية ويخترقها طريق صاعد إلى الأعلى من دمشق وبرزة نحو مصايف القلمون شمالًا. يجاورها من البلدات والقرى شمالًا مدينة منين وبينهما 5 كم ومن الغرب الدريج وبينهما 5كم ومن الجنوب معربا وبينهما 3 كم ومن الشرق معرونة وبينهما 9 كم وتبلغ مساحة حدودها الإدارية 4800 هكتار مع قرية حرنة. والتل مركز منطقة يتبع لها قرى عديدة هي: حرنة (وأضحت حيًا من أحياء التل) ومنين، معربا، الدريج وحلبون ومعرونة وتلفيتا وفيها ناحيتان هما صيدنايا ورنكوس.

## لمحة عن تاريخ التل
مدينة التل الحالية تجمع سكاني حديث تطور بسرعة ملحوظة بفضل تعاون أبنائها ومثابرتهم في العمل والعطاء. ونشأت المدينة على بقايا ثلاث قرى تاريخية هي القسيمية والبطيحة وقواصر وانضمت إليها في السنين الأخيرة قرية حرنة الواقعة على الضفة الغربية للوادي بفعل تواصل العمران.
فيها العديد من الأوابد الأثرية ومنها مزار مشهور للشيخ قسيم ذكره الشيخ عبد الغني النابلسي عند مروره في تلك الأنحاء سنة 1105هــ وقال إن صوابه (قُثَم) بضم القاف وتبديل السين بثاء وفتحها وروى له رجل أنه قثم بن عبد الله بن العباس لا قثم بن العباس ابن عم الرسول الأعظم محمد (صلى الله عليه وسلم)، وذكر ابن الأثير أن قثم بن العباس استعمله عليُّ بن أبي طالب على مكة. وقال الزبير استعمله علي على المدينة، ثم إن قثم سار أيام معاوية إلى سمرقند مع سعيد بن عثمان بن عفان فمات بها شهيدًا
وهناك من يرجح أنه مرقد قسام الحارثي التراب فتى تلفيتا الذي اقتطع له بعد خلعه.وقسام هذا كان من زعماء مدينة دمشق وتواجه مع الفاطميين في إحدى المعارك، ثم استقر في موضع قرب منين كما ذكر عن ترجمته في كتب التاريخ.
ويمر بأراضي التل قناة أثرية عظيمة محفورة في الصخر قادمة من أنحاء منين تذكر المصادر أنها جزء من (نهر المرا) الذي أشار إليه بعض المؤرخين يحمل الماء العذب من أعالي بردى ويذهب به بعيدًا نحو الشرق.
ومن الشواهد الأثرية الّتي عُثِر عليها في التل أعمدة وحجارة أثرية ترجع إلى العصر الحجري بطبقاته الثلاث. لكن تنقيبات كافية لم تجرِ في هذا المكان الذي يبدو أن الزلازل كان لها الدور الأول في تهديم تلك الآثار وعلى الأخص زلزلة عام 1759م التي تقول الروايات أنها دمرت قرى معربا والتل عن آخرها.

## السكان
بلغ عدد السكان في آخر إحصائية عام 2004 بـ 85،933 نسمة. تبلغ نسبة زيادة السكان في التل 0.4% سنويًا، حيث إن عدد سكان التل يتضاعف كل 20 سنة.

### نشاط السكان
في بدايات القرن الماضي كان السكان يعملون بزراعة الأشجار المثمرة، إذ اتخذوا وادي التل وانتشرت بساتينها على ضفاف أنهر الوادي، وقد كثرت فيه أشجار الجوز والتين والتفاح والمشمش والخوخ والرمان، وكذلك تنتشر بكثرة زراعة الخضروات المختلفة والحبوب كما انتشرت فيها زراعة الزيتون.
«التلّ»، وهي قرية كبيرة، أو مدينة صغيرة، وأهلها كلهم من البنّائين المَهَرة، وهم الذين بنوا بأيديهم مدينة الرياض في مطلع نهضتها العمرانية من نحو ثلاثين سنة أو أقلّ.
وكذلك يمارس السكان بعض المهن والصناعات التقليدية ويشتهر أبناء التل بمهنة نحت ونقش الحجر وزخرفته، وكافة فنون الحجر فقد ذهب عدد كبير من أبناء مدينة التل في ستينيات وسبعينيات القرن الماضي إلى دول الخليج ليقوموا بالعمل فيها في نحت الحجر وزخرفته واستقر عدد كبير من أبناء التل في الخليج خصوصا في السعودية وأغلبهم يعملون في المقاولات وعمل أبناؤها بالتجارة أيضاً. التحق عددٌ لا بأس به من أبناء التل بالجامعات وحصلوا على شهاداتٍ عليا بالإضافة إلى وصول عدد كبير من أبنائها إلى مناصب مرموقة في الدولة.
في التل نشاطات اقتصادية متنوعة منها تربية الدواجن في منشآت حديثة والعديد من المصانع والمعامل الصناعية، وقد ساهم السكان بشكل فعال في تطور النهضة العمرانية وكافة نواحي الحياة الاجتماعية والاقتصادية.

### نسيج التل الاجتماعي

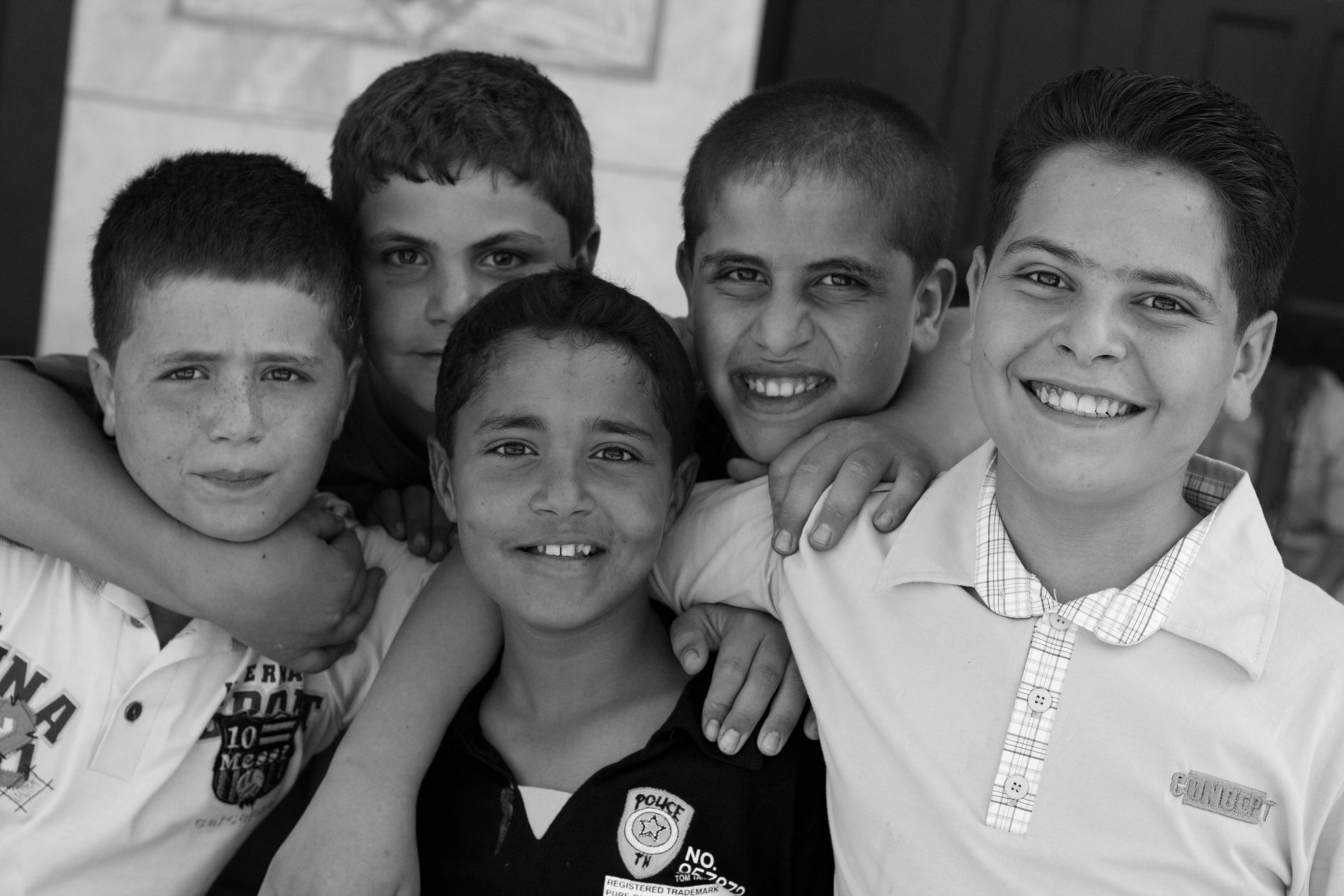
أطفال من مدينة التل.

تتميز مدينة التل بنسيج اجتماعي متين وعلاقات أسرية قوية فالاحترام موجود بين الأبناء لآبائهم والأخوة بين بعضهم.
كما أن الترابط العائلي بين الأسر متين فلكل عائلة في التل جمعية خاصة بها تهتم بشؤون العائلة وتقوم بترتيب وتوثيق أواصر الأخوة في تلك العائلة وتقديم المعونة للمحتاجين من العائلة والاهتمام بأبناء العائلة التعليمي والعمل على تحسينه وكفل الأيتام من العائلة ومساعدة الأرامل والبحث عن عمل للعاطلين عن عمل والارتقاء بالعائلة تعليميا واجتماعيا والوقوف بجانب بعضهم في الأفراح والأتراح.
أما عادات الزواج في التل فهي تقليدية في أغلب الحالات حيث تقوم أم العريس بانتقاء العروس لابنها مع مراعاة التساوي والتكافؤ الاجتماعي والتعليمي والمادي ونوعا ما العمري، لكن هناك من يشذ عن ذلك.
أما المهور فعند غالب الناس اليوم هي 75000 مقدم و75000 مؤجل هذا غير الذهب والكسوة وغالبا ما تكون الكسوة من 50000 حتى 100000 ل.س.
أما اللباس في مدينة التل فالرجال يلبسون الثوب، والحُلَّة بحسَب الفصول صيفي أو شتوي. والشباب يلبسون الثياب التي تتماشى مع الموضة. والنساء فيرتدين الثياب الطويلة التي تستر كامل الجسم ويضعن الحجاب الذي يغطي الشعر. وترتدي النساء عباءة سوداء أو طقم نسائي أو تنورة وجاكيت أو معطفًا طويلًا تحته بنطال. وبعض النساء يرتدين الخمار والنقاب (غطاء للوجه).

### الديانة
جميع سكان مدينة التل من المسلمين من أهل السنة والجماعة.

## السياحة في التل
تنتشر على ضفاف واديها العديد من المقاهي والمنتزهات الشعبية والمطاعم وما إن تبدأ الخضرة تلوح على أشجار الوادي الجميل مع دخول فصل الربيع حتى تبدأ أفواج المصطافين والسياح من سكان دمشق وغيرها بالتوارد على التل للتنزه وقضاء أمتع الأوقات تحت ظلال أشجاره الوافرة حيث الطبيعة الخلابة والهواء العليل.
وأنشئت في السنوات الأخيرة العديد من المنشآت السياحية الرفيعة المستوى التي تنشر الضياء بأنوارها الساطعة ليلًا. وعلى مياه هذا الوادي الجميل معالم تاريخية حيث نصبت طواحين الماء التي كان عددها في نهاية القرن التاسع عشر وبداية القرن العشرين أكثر من عشر طواحين أبرزها طاحونة الوادي عمورة السوادي التي ما زالت أطلالها قائمة إلى جانب منشأة خاصة تاريخية عبارة عن منشرة للأخشاب تعمل على قوة دفع المياه، وفيها عدد من معاصر العنب الأثرية.

## النهضة العمرانية
توسعت البلدة بسرعة بفضل عدة عوامل منها قربها من دمشق وطيب مائها وهوائها العليل مما زاد الوافدين إليها وتحسن وضع أهلها المادي مما ساعد على نشاط حركة العمران في التل واحترافهم لمهن البناء المختلفة وتطورت مناحي الحياة في البلدة وأقيمت المنشآت الصناعية الصغيرة والمتوسطة والكبيرة فوق أراضيها وتم بناء مدرسة الإعداد الحزبي عام 1971م التي تحولت للمعهد العالي للعلوم السياسية عام 1975م.

### جامع التل الكبير

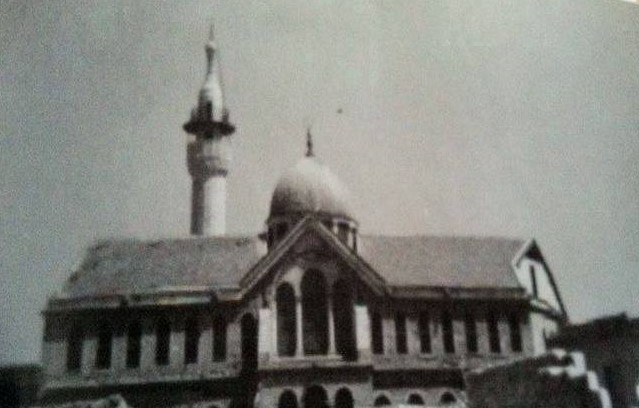
صورة قديمة لجامع التل الكبير، قبل إعادة بنائه بتصميم جديد (يلاحظ أن شكله كان مشابها لجامع بني أمية الكبير في دمشق).

يعد جامع التل الكبير أحد أهم معالم بلدة التل وقد مر بثلاثة أدوار:
1. الدور الأول: يرجع إلى أواخر القرن التاسع عشر حيث كان مصلى يوم كان عدد سكان التل 2000 نسمة.
2. الدور الثاني: يرجع إلى عام 1938 حيث بني المسجد بناء مصغراً عن المسجد الأموي بدمشق وعلى شكله. وعلى مساحة داخلية قدرها 400 متر، إلى جانب صحن خارجي مساحته حوالي 100 متر، وبنيت مئذنة بمنتصف الصحن.
3. الدور الثالث: ويعود إلى عام 1970، حيث أزيل المسجد القديم كلياً، وتقدم أهل الخير بتقديم بيوتهم وأموالهم لتوسعة المسجد، حتى صار على الشكل الحالي بمساحة للمصلى تقارب 1500 متر ((طوله 49 متر وعرضه 30 متر)). وصحن خارجي بمساحة 500 متر تقريباً، وبني فيه قبة مقامة على أعمدة دائرية بارتفاع إلى سطح المسجد 12 متر ثم من سطح المسجد إلى أعلى القبة أيضاً 12 متر ((الارتفاع الكلي 24 متر))، ويبلغ عدد الأعمدة 16 (8 أزواج من الأعمدة الحجرية) وهي مزخرفة ومزينة. وأعيد تركيب المنبر القديم إلى المسجد الحالي وهو منحوت بأيدي أهل التل المهرة. وبقي من المسجد القديم أيضاً المئذنة، وهي قائمة إلى الآن ولم يجدد فيها شيء. والمسجد بني من حجارة داخلية وخارجية، وأعلى المسجد بني بمقرصنات صنعت باليد، وهي تأخذ شكلاً جميلاً زينت كل المسجد الخارجي، كما تم استغلال جدران المسجد الداخلية من الأعلى بزخرفة من جبص مزينة، وقد كتب فيها أسماء الله الحسنى كاملة. كما وأن المسجد يحتوي على سدة تشغل الجزء الشمالي عرضها حوالي 3 أمتار. وحائط القبلة فيه 3 محارب: الأول بجانب المنبر القديم وهو مزين، ومحرابين أصغر من الأساسي على جهتي المنبر.

كما استغل قبو المسجد بإنشاء مصلى شتوي بمساحة 350 متر تقريباً، إضافة إلى خدمات المسجد التي جددت من المواضئ والحمامات بمساحة 100 متر تقريبًا. أُعيد تجديد المصلى الشتوي عام 2002 والمعهد في 2003. أما الجزء الجنوبي من القبو عبارة عن منسوبين (العلوي : عبارة عن رواق مفتوح من الشرق والغرب وهو عبارة عن سوق فيه محلات تجارية تابعة لشعبة أوقاف التل، السفلي: مشغول حالياً من قبل نادي التل الرياضي).

### مستشفى التل

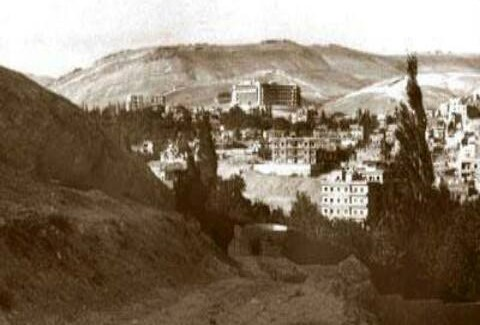
مشفى التل، في صورة قديمة ما قبل النهضة العمرانية التي حدثت في التل.

يعود بناؤه إلى عام 1958 حين اقترح بعض أبناء التل بناء مستشفًى لأهل التل ووافق أهل البلد والوجهاء، واتفقوا على بناء المستشفى على نفقة أهل التل مع الاعتماد على اليد العاملة المحلِّية. واجتمعوا لاختيار الأرض التي يُبنى عليها المستشفى، واتفقت كلمتهم على بنائه في أرض الروس لأنه مكان مرتفع والهواء فيه نقي. وهذا ما كان، وأثبتت الخبرات بعدما صار المستشفى عسكريًّا أنه أفضل الأمكنة التي بُنيت عليها مستشفيات سورية. 

### أخرى
بشكل فعال وسريع توسعت النهضة العمرانية وتطور مناحي الحياة وحداثة البلدة بمختلف مرافقها، وأقيمت المنشآت الصناعية الصغيرة والمتوسطة المتنوعة فوق أرضها وفي عام 1971 شيدت فيها مدرسة الإعداد الحزبي المركزية التي تحولت عام 1975 إلى (معهد عال للعلوم السياسية). وبتعاون أهلها وتكاتفهم تم بناء مشفى حديث وضع في الاستثمار عام 1978.ونظرًا لتوفر وتطور الخدمات في هذه البلدة وقربها من العاصمة المزدحمة بشكل كبير بدأ المواطنون يقصدون بلدة التل من أجل السكن والإقامة الدائمة فيها (هجرة داخلية إليها) لما وجدوه من تقدم ورقي في هذه البلدة وما يحمله ابناؤها من حب للخير ومع بداية الأحداث السورية 2011 كانت مدينة التل الوجهة الأولى للعديد من النازحين جراء القصف والقتال خصوصا مناطق حمص وأرياف دمشق كالغوطة وحرستا ودوما وحمل أبناء التل على عاتقهم إيواء هذه العائلات فتحملوا معاناة إخوتهم السوريين فكلٌّ ساعد بما يستطيع؛ قدموا مراكز الإيواء والمساعدات المالية حيث بلغ عدد النازحين لها 800 ألف نازح فبهذا قد تكون التل حملت في أزقتها وجبالها أكثر مما حملته بعض الدول العربية المجاورة مثل لبنان والأردن. ويشكر جميع ضيوف التل المعاملة الرائعة من أبناء التل لهم في البلدة بشكل عام.
لوحظ في السنوات الأخيرة ازدياد عدد المساجد في التل التي تم بناؤها على نفقة المحسنين من أهالي البلدة حتى كاد أن يكون في كل حي عدة مساجد.
كما يوجد بالتل صالة للتعازي تسمى بصالة التعازي العامة وقد وفرت هذه الصالة الجو المناسب لأداء مناسك العزاء وأراحت الأهالي من تعدد الأماكن التي توخذ فيها التعازي حيث يتواجد أحيانا ثلاث تعازي سوية بهذه الصالة، ومنعت الإحراج عن أهل المتوفى من ضيق بيتهم وتهيئة البيت للتعزية.
نتيجة توسع البلدة غير المدروس وعدم وضع تخطيط جيد  للبلدة وتعاقب الإدارات والخطط العمرانية غير المدروسة بشكل كاف ووجود عقبات أمام التوسع في بعض الجهات كوجود الجبال كالشميس والروس الأمر الذي أدى إلى عدم تنظيم البلدة بشكل جيد كضيق الشوارع وتعرجها وعدم وجود حدائق في بلدة التل.
أما من ناحية الخدمات فإن بلدة التل مخدمة تخديما جيدًا من حيث الكهرباء والماء وخطوط الهاتف الأرضي والجوال وكذلك المواصلات فهي مؤمنة مدة 24 ساعة،كما يوجد عدد من المكاتب التاكسي التي تعمل ليل نهار.
كما يوجد نهارا باصات للنقل الداخلي في التل.
أما القطاع الصحي فيوجد عدد كبير من العيادات الطبية لمختلف الاختصاصات وكذلك المستوصفات والمشافي الخاصة التي تتطلب تكاليف كبيرة من أهالي التل مما يجبر الأهالي متواضعي الحال الذهاب إلى دمشق للعلاج، أما الأطباء فغالبيتهم من بلدة التل كما يوجد عدد لابأس به من خارج البلدة مع تعدد تخصصهم الذي يغطي كافة التخصصات الطبية.
أما الوضع التعليمي فإن عدم تنظيم البلدة في الماضي وتجاهل الخطط العمرانية السابقة ازدياد عدد السكان وحاجتهم لبناء مدارس جديدة أدى إلى عدم كفاية المدارس الحالية لعدد التلاميذ والطلاب لذلك يتم العمل بنظام الدوامين لغالبية مدارس الحلقة الأولى ويتناوب البنين والبنات على تبادل الدوامين الصباحي والمسائي أسبوعيا مما يؤثر على تحضير التلاميذ واستيعابهم للمقررات.
أما المراحل التعليمية التالية فوضعها جيد عدا عن سوء بعض معلميها مما يضطر أبناء البلدة للدراسة في دمشق أحيانا.
أما التعليم الجامعي فإن أبناء البلدة يذهبون إلى جامعة دمشق بمعظمهم أو في الجامعات الحكومية الأخرى.
كما يدرس بعضهم في جامعات التعليم المفتوح وفي الجامعات الخاصة كما يسافر بعضهم للدراسة بالخارج خاصة للتخصصات.
يوجد في بلدة التل عدد من الجمعيات الخيرية أشهرها جمعية إنعاش الفقير الخيرية وجمعية أمهات الخير.
تقوم هذه الجمعيات بدعم الأهالي المحتاجين وبعض القاطنين في التل من غير التلية ومصدر التمويل الأساسي هو من تبرعات المحسنين من أهالي البلدة.
كما يوجد عدد من النوادي الصغيرة للكاراتيه والبلياردو والطاولة وعدد من مقاهي الإنترنت وصالات اللعب على الكمبيوتر. ويوجد عدد من الحدائق الملاهي الخاصة الصغيرة.
كما تم مؤخرا فتح العديد من المتنزهات الخاصة في التل.
كما يلاحظ في البلدة تراجع الزراعة وتقلص المساحات المزروعة والخضراء على حساب توسع البلدة العمراني.
وهذا ناتج من قلة مياه الري وشحها وقلة اهتمام أبناء التل في الزراعة وانشغالهم عنها بمهن أخرى تدر عليهم ربحا ماديا أكبر، مثلا مناطق كانت مشهورة في التل بكثرة أشجارها أضحت اليوم أراضي جرداء كوادي التل، ومناطق أخرى كانت عبارة عن أراضي جرداء أصبحت هدفا للزراعة مثل أرض وادي موسى.
وبتعاون أهلها وتكاتفهم تم بناء مشفى حديث وضع في الاستثمار عام 1978.
ونظرًا لتوفر وتطور الخدمات في هذه المدينة وقربها من العاصمة المزدحمة بشكل كبير بدأ المواطنون يقصدون مدينة التل من أجل السكن والإقامة الدائمة فيها (هجرة داخلية إليها) لما وجدوه من تقدم ورقي في هذه المدينة وما يحمله أبناؤها من حب للخير.
ومع بداية الأحداث السورية ثورة 2011 كانت مدينة التل الوجهة الأولى للعديد من النازحين جراء القصف والقتال خصوصا مناطق حمص وأرياف دمشق كالغوطة وحرستا ودوما.
حمل أبناء التل على عاتقهم مهمة إيواء هذه العائلات فتحملوا معاناة إخوتهم السوريين، وتحملوا آلامهم فكلٌّ ساعد بما يستطيع ؛قدموا مراكز الإيواء والمساعدات المالية .
بلغ عدد النازحين إليها 800 ألف نازح فبهذا قد تكون التل حملت في أزقتها وجبالها أكثر مما حملته بعض الدول العربية المجاورة مثل لبنان والأردن .ويشكر جميع ضيوف التل المعاملة الرائعة من أبناء التل لهم في المدينة بشكل عام.

## في الأدب
خرج من المدينة الكثير من الأدباء وكانوا كثيرًا ما يذكرون بلدتهم في أعمالهم الأدبية، وكان مما كتب الأديب زهير الشلبي عن التل:
| « | هذه البلد الأعجوبة! هذه البلد الأسطورة... القائمة خلف جبال قاسيون وبرزة! هذه بلدتي التي ولدت وعشت فيها وبقيت في قلبي وفي خلدي... ربما أقول هذا لأنني أحببتها كثيراً واشتقت إليها أكثر عندما كنت بعيداً عنها سنوات طويلة... أهديت أحد كتبي لبلدتي مرتع الصبا، حيث مازال طعم الوادي القديم بأشجاره ومياهه في قلبي وعلى شفتي، وقلت لبلدتي وقتها إن حديث الحب هو ذاك وإن حديث العتب سيأتي... ها أنا ذا أذكر حتى سويداء قلبي، وأنا أكتب هذه الأسطر، أذكر أيام الشيخ نبيه منذ ستين عاماً، وأذكر مدرسة الدولة في الخمسينات من القرن الماضي عندما كانت مازالت في حي الوادي في سكن عادي في ساحته شجرة... أذكر حورتا وتنظيف النهر والتينات على التلة قبل أن يتم بناء مشفى التل... أذكر أيام كان الحنش يسكن حارساً لمغارة البياض في الغرب... كما كان يسكن سقف الخشب والشيح عند زميلي أحمد... أذكر قلبي وقد ضاع عندما فقدنا العزيز الدكتور نزيه البني قبل ستة وثلاثين عاماً... حيث كان واحداً من أولئك الذين لم يكملوا المشوار... أذكر ولادة أمي لإخوتي جميعاً، وعمر كبيرهم يقترب من الستين... كما أذكر أمي وقد أحكمت نوافذ الغرفة بورق الجوز اتقاء لبرد الشتاء... وكانت قد أحضرت ذلك الورق الأصفر من الوادي وهي تأخذ منه صقيعه وزمهريره ولا تمرض طالما نحن لم نمرض... أذكر أبي يجتاز وديان وجبال وهاد الغربة، جائعاً خائفاً وحيداً لأيام عصيبة في عام النكبة وقد هرب مع الهاربين ليعود لزوجه وابنه! أذكره وقد رحل مخترقاً رمال صحراء الجزيرة العربية حيث كان الذاهب مفقوداً مثل الكثيرين من أبنائك يا بلدتي الذين لم يعودوا... أذكرك يا تل وقد كنت جنة في محبتك المتبادلة وفي صفاء أناسك ولم يكن فيك مال... أذكرك يا بلدي التي كنت الأولى في الوطن كله تتبرعين لأخوة العروبة في الجزائر وغيرها يوم أن جار عليهم المستعمر... ولأن حبي كان كبيراً فإن عتبي أضحى كبيراً!! أين هو صفاؤك يا بلدي الجميلة؟! أين هو الخوف على الآخر أكثر من الخوف على الذات؟ أين هو شجرك وواديك يا بلدي...؟! إن كان المال الذي جاءك من بلاد الاغتراب قد قتل واديك وأفسد بعضاً من أبنائك، فلا بارك الله في ذلك المال! ماذا جرى للشجر الذي زرعه واهتم له راحل مرحوم في شوارعك أيتها البلدة؟!... وبعد؟ ماذا يعرف هذا الجيل الجديد عنا نحن الجيل القديم وماذا يعرف عن رائحة أرض الرويس والمجر والوادي قبل أن تهرب منه العصافير؟... هل ذاق طعم نهر الوادي الرقراق الذي مازال يعيش في دمائنا وسيبقى إلى يوم نعود فيه إلى شم التراب النظيف الباقي واحتوائه ضمن ضلوعنا إلى أن يذوب فينا ونذوب فيه...؟! إنني لأجد نفسي مقصراً جداً، وقد ضعت في زحمة الحياة، في الكتابة عن هذه البلدة... وعساني أكتب بعضاً من الواجب، فيما تبقى من العمر... أحبك يا بلدي... وحبي لك هو صورة وولادة عن حبي لوطني الذي لا أريد أن تكون قطرات الماء الأخيرة في دمي إلا من مائه، ولا أنفاسي الأخيرة في صدري إلا من هوائه، ولا ضربات قلبي المتخافتة إلا فيه!... | » |